# STS-89
STS-89 — 89-й старт многоразового транспортного космического корабля в рамках программы Спейс Шаттл и 12-й космический полёт Индевор, произведен 23 января 1998 года. В программу входила восьмая по счёту стыковка шаттла с российской орбитальной станцией «Мир», доставка и возвращение грузов, ротация астронавтов на станции. Астронавты провели в космосе около 9 дней и благополучно приземлились на авиабазе Эдвардс 31 января 1998 года.

## Экипаж
- (НАСА): Терренс Уилкатт (Terrence Wade Wilcutt) (3)[3] — командир;
- (НАСА): Джо Эдвардс (Joe Frank Edwards) (1) — пилот;
- (НАСА): Джеймс Райли (James F. Reilly, II) (1) — специалист полёта 1;
- (НАСА): Майкл Андерсон (Michael Phillip Anderson) (1) — специалист полёта 2;
- (НАСА): Бонни Данбар (Bonnie Jeanne Dunbar) (5) — специалист полёта 3, командир полезной нагрузки;
- (ФКА): Салижан Шарипов (1) — специалист полёта 4;

Старт:
- (НАСА): Энди Томас (Andrew Thomas) (2) — специалист полёта 5;

Посадка:
- (НАСА): Дейвид Вулф (David Alexander Wolf) (2) — специалист полёта 5.